# 尾崎敦夫
尾崎 敦夫（おざき あつお）は、日本の情報工学者。大阪工業大学情報科学部情報知能学科教授。博士（情報工学）（九州工業大学）。電子情報通信学会システム数理/応用研究専門委員会委員長。日本オペレーションズ・リサーチ学会研究普及委員会研究委員。元情報処理学会論文誌編集委員会査読委員。
専門は、知能情報学・人工知能（AI）、計算機科学・モデリング・並列分散処理（特にSAR画像再生処理）、ニューラルネットワークなど。

## 経歴
1990年九州工業大学大学院計算機コース博士前期課程修了。のちに、博士 (情報工学)（九州工業大学）。三菱電機情報電子研究所（現在の情報技術総合研究所）にて、航空宇宙・危機管理・防衛分野を対象に、モデリング＆シミュレーション技術、並列分散処理技術、AIの最適化技術を駆使した意思決定支援システムの研究開発に従事。2018年に大阪工業大学情報科学部に着任、コンピュータ科学科教授。2019年同学部情報知能学科教授。2024年同学科長。
主な所属学会は、電子情報通信学会、情報処理学会 、日本オペレーションズ・リサーチ学会、IEEEなど。主な受賞は、電子情報通信学会コンカレント工学研究会（現在のシステム数理/応用研究会）優秀論文賞（2005）、ESS96 (8th European Simulation Symposium) Best Paper Award（イタリア）、ITC-CSCC2021 (The 36th International Technical Conference on Circuits/Systems, Computers, and Communications) Best Paper Awardなど。

## 主な研究
- AIによるシミュレーション技術を活用した混雑予測・3密回避システムおよび大規模イベントを対象としたデータ同化による人流予測手法の検討 -「枚方宿くらわんか五六市」で3密回避のAIシステムの実証実験[7][8]。
- 意思決定支援向けAI・マルチエージェントシミュレーション技術　- スマート社会・危機管理システムへの応用[9]
- AIを用いた気象予測
- 雲画像を利用した局地豪雨予測手法の検討

（大阪工業大学研究プロジェクト「豪雨水害ならびに火災、地震災害等に向けたAIやIoTセンシングに基づく避難誘導支援プラットフォーム構築に関する研究開発」の一部）
- ニューラルネットワークでの過学習回避方式の検討

産官学連携（枚方市役所、北大阪商工会議所、大阪工業大学）のひらかたアイデアソン・ハッカソンプロジェクト「Hirathon2020」で、AIシミュレーションツールについて参加協力を行っている。
また、指導する情報科学部研究室の学生の研究「スマートフォン等のWi-Fi 信号キャプチャリングによる人の密集度・流れのリアルタイム計測・予測システム開発」が「分散センサに基づく危機管理AIシステムの実現、及び事業化」案件として、神戸大学と大阪工業大学との共同事業「科学技術振興機構（JST）社会還元加速プログラム（SCORE）大学推進型」に採択されている。その他、指導する情報科学部学生チームが社会人基礎力育成グランプリ全国決勝大会準大賞（2019年度）を受賞している。